# Ройзман, Евгений Вадимович
Евге́ний Вади́мович Ро́йзман (род. 14 сентября 1962, Свердловск) — российский государственный, политический и общественный деятель, поэт и предприниматель.
Глава Екатеринбурга — председатель Екатеринбургской городской думы (2013—2018). Депутат Государственной думы Федерального собрания Российской Федерации IV созыва (2003—2007).
Почётный член Российской академии художеств. Член Союза писателей России. Также занимается книгоиздательством, собирательством икон и картин. Мастер спорта России по трофи-рейдам. Борец с наркоторговлей. Основатель фонда «Город без наркотиков».

## Биография
Ройзман родился 14 сентября 1962 года в Свердловске. Отец — Ройзман Вадим Полевич (1936—2022), до выхода на пенсию работал энергетиком на Уралмашзаводе. Мать — Нина Павловна (ум. 2009), по образованию художник-оформитель, работала воспитателем в детском саду Уралмашзавода. Проживал вместе с родителями (по адресу город Свердловск, улица Коммунистическая, дом 83, квартира 80). Дедушка с бабушкой в 1920-х годах приехали в Свердловск с Украины на строительство Уралмашзавода, а также спасаясь от репрессий. Бабушка Ройзмана, Маня Петрушанская, в 1926 году была осуждена на высылку в Крым за членство в сионистской организации ЕВОСМ и «Ха-шомер ха-цаир».
Учился плохо, сменил несколько школ. В шестом классе был исключён из школы № 27, затем учёба в школе № 28, в школе № 119. Окончив восемь классов в 1977 году, поступил в машиностроительный техникум, где проучился год (1977/1978), затем два года учился в автомобильном техникуме в 1978—1980 годах, но окончить техникум Евгению не удалось. Со слов Ройзмана, в это время он играл в карты и занимался мошенничеством. 25 июня 1980 года в отношении Евгения было возбуждено уголовное дело, и он был осуждён за кражу (ст. 144 часть 2 УК РСФСР), мошенничество (147 часть 3 УК РСФСР) и незаконное ношение холодного оружия (218 часть 2 УК РСФСР). Расследование длилось в течение года и 4 сентября 1981 года решением Орджоникидзевского районного суда города Свердловска был отправлен на стройку народного хозяйства в Каменск-Уральский. По прибытии на стройку через 26 дней был отправлен в колонию общего режима. И в 1981—1983 годах (2 года и 14 дней) по решению Синарского народного суда города Каменска-Уральского провёл в местах заключения и вышел в ноябре 1983 года. В 1984 году судимость была снята.
В январе 1984 года устроился работать слесарем-сборщиком в цехе № 50 Уралмашзавода, а в вечерней школе при заводе получил среднее образование. Евгений встал на воинский учёт. Однако, в весенний призыв не был призван, так как в апреле 1984 года предоставил больничный, который продлевался до 10 октября 1984 года. В осенний призыв также не был призван, так как с 18 октября по 29 октября 1984 года находился в Свердловской областной клинической психиатрической больнице. 21 января 1985 года он уволился с Уралмашзавода.
26 июля 1985 года поступил на дневное отделение исторического факультета УрГУ. Но в 1986 году ему пришлось взять академический отпуск на год. Окончив успешно первый курс, на втором курсе, в 1988 году был отчислен за неуспеваемость. Но уже через год, в 1989 году Евгений поступает на тот же факультет, но уже в качестве студента-заочника. На четвёртом курсе в 1992 году вновь был отчислен. В 2000 году Евгений восстанавливается и заканчивает пятый курс. А вот защиту диплома пришлось отложить до 2003 года. В 2003 году Ройзман окончил Уральский государственный университет по специальности «историк-архивист», стал специалистом по горнозаводскому Уралу и старообрядческой иконописи, тем самым установив университетский рекорд по продолжительности учёбы в 18 лет. В 2014 году прокуратурой был подан иск о признании недействительным диплома о высшем образовании Ройзмана. Однако суд признал диплом настоящим. По словам Ройзмана, его ранее уже обвиняли в плагиате дипломной работы.
Почётный член Российской академии художеств. Занимается предпринимательской деятельностью — вместе с Вадимом Чуркиным является основателем и совладельцем фирмы «Ювелирный дом», производящей ювелирные изделия и торгующей ими. Евгений Ройзман — поэт, член Союза писателей России, имеет две книги стихов и книгу рассказов. Во время учёбы в университете входил в поэтическую группу «Интернационал». Печатался в журналах «Аврора», «Юность», «Октябрь», «Урал» и т. д. Певицей Ютой записано несколько композиций на стихи Ройзмана, ставших хитами (в частности, «Жили-были», «Славная осень», «Чуть неуверенно», «Небо поровну»). Также Ройзман является автором публицистических книг о жизни и деятельности Фонда «Город без наркотиков»: «Город без наркотиков» 2003 г., «Сила в правде» 2007 г., «Город без наркотиков» 2014 г. Издатель, автор и соавтор нескольких проектов по искусству, в частности «Домик в Кунаре», «Музей наивного искусства», серии альбомов уральских художников (Михайлов, Языков, Коровкин, Махотин, Трофимова), соавтор проекта «Василий Денисов. Живопись и графика. Из собрания Евгения Ройзмана. Современники о художнике», соавтор проекта «Миша Брусиловский. Мир Художника».
Создал организацию, на протяжении более чем 10 лет помогающую всем неблагополучным детским домам в Свердловской области. В 1999 году основал первый и единственный в России частный музей «Невьянская икона» с собранием работ Невьянской школы старообрядческой иконописи. Издал два альбома, которые разошлись по библиотекам Свердловской области и крупнейшим библиотекам мира. При Музее создана реставрационная мастерская и открыто реставрационное отделение для детей в училище имени И. Д. Шадра. В 2010 году Ройзман удостоен серебряной медали Российской академии художеств «за вклад в российскую культуру».

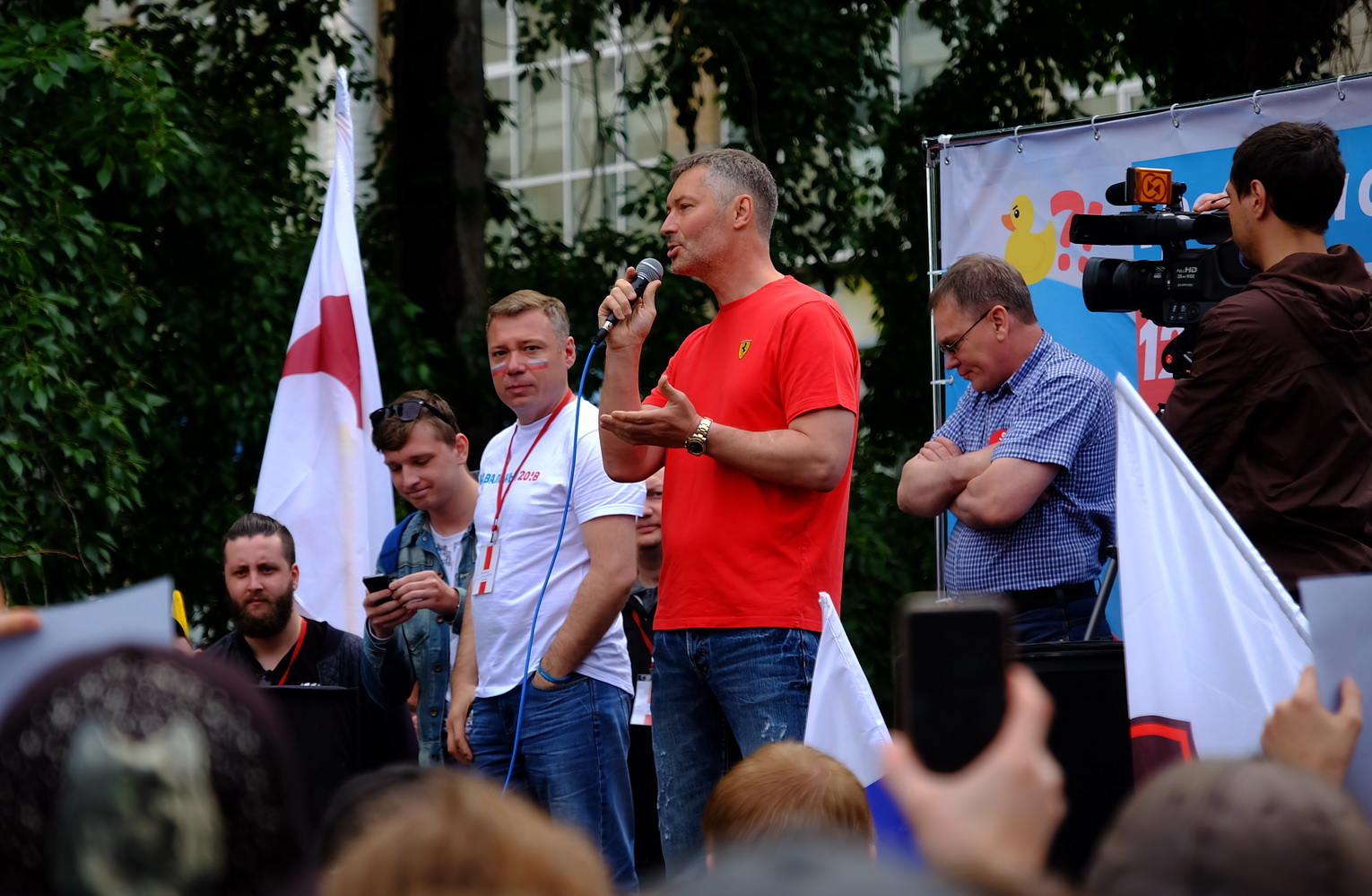
Евгений Ройзман выступает на антикоррупционном митинге 12 июня 2017

Ройзманом собрана коллекция более чем из 3 тысяч картин преимущественно екатеринбургских и уральских художников, для выставления которой Ройзман планирует создать музей художников Урала.
В феврале 2022 года выступил против вторжения России на Украину.
25 ноября 2022 года Министерством юстиции России внесён в список физических лиц — «иностранных агентов».
В 2024 году озвучил аудиокнигу «Доска Дионисия» Алексея Смирнова фон Рауха.

## Фонд «Город без наркотиков»
В 1999 году вместе с единомышленниками основал фонд «Город без наркотиков», занимающийся борьбой с наркоторговлей в Екатеринбурге и окрестностях. Помогает открытию подобных фондов по стране. Фонд содержит пять центров безмедикаментозной реабилитации наркоманов — 3 взрослых, детский и женский. По утверждениям сотрудников Фонда, с 1999 по 2003 год смертность от передозировок в Екатеринбурге упала почти в 12 раз.
11 августа 2011 года Евгений Ройзман запустил проект «Страна без наркотиков», применяющий часть наработок фонда «Город без наркотиков» по борьбе с наркоманией уже в масштабах всей страны. В рамках этого проекта собирается, проверяется и систематизируется информация о точках продажи и изготовления наркотиков на территории России; после чего сотрудники «Страны без наркотиков» передают эту информацию в правоохранительные органы (прокуратуру, госнаркоконтроль, и др.) и контролируют применение необходимых мер. Для сбора информации существует телефон «горячей линии», по которому можно сообщить информацию касательно наркоторговли на всей территории РФ. По словам Ройзмана, главная задача «Страны без наркотиков» — «заставить власть и правоохранительные органы (полиция, ГНК, ФСБ) безотлагательно пресечь наркоторговлю и наркотрафик».
Спустя год после победы на выборах Главы Екатеринбурга, 13 октября 2014 года, на внеочередном собрании учредителей Ройзман был отстранён от должности президента Фонда.

## Партийная и депутатская деятельность
С декабря 2003 года по декабрь 2007 был депутатом Государственной думы 4-го созыва от одномандатного Орджоникидзевского округа Свердловской области, получив на выборах около 40 % голосов избирателей. Являлся членом комитета Госдумы по безопасности и комиссии Госдумы по проблемам Северного Кавказа. Будучи депутатом, работал в составе Комиссии при Правительстве Российской Федерации по противодействию наркотикам. Был последовательным сторонником ужесточения санкций в отношении наркоторговцев и продавцов алкоголя несовершеннолетним, введения визового режима с наркопроизводящими регионами. Выступал за введение института принудительного лечения наркомании и алкоголизма по решению суда.
4 октября 2006 года на радиодебатах при выборах в Свердловскую областную думу депутат Госдумы Евгений Зяблицев начал упрекать Ройзмана за монетизацию льгот. При этом Ройзман в своё время голосовал против монетизации, а Зяблицев — за. За это Ройзман надавал пощёчин Зяблицеву. По инициативе Зяблицева в мае 2007 года Генеральная прокуратура РФ обращалась в Государственную Думу с просьбой лишить Ройзмана депутатской неприкосновенности из-за драки. Осенью 2006 года на региональных выборах в Законодательное собрание Свердловской области выступил как лидер Свердловского отделения Российской партии жизни. В 2007 году вступил в партию «Справедливая Россия» и её фракцию (до этого момента в депутатских объединениях не состоял).
13 сентября 2007 года согласно решению региональной конференции партии «Справедливая Россия» был выдвинут первым номером одного из списков этой партии по Свердловской области на декабрьских выборах в Государственную думу 5-го созыва. Однако на всероссийском съезде партии 23 сентября 2007 года кандидатура Ройзмана была исключена из партийного списка. 16 октября принял решение о выходе из партии, затем — о создании вместе с поддержавшими его и также вышедшими из партии членами общественной организации «Сила в правде».
После исключения из предвыборного списка «Справедливой России» от участия в политике воздерживался. В июле 2011 года по приглашению Михаила Прохорова вступил в партию «Правое дело». Предполагалось, что он войдёт в федеральный список этой партии на выборах в Госдуму 6-го созыва. Вышел из партии вместе с Прохоровым во время съезда 14 сентября 2011 года. 27 октября 2012 года на съезде политической партии Гражданская платформа избран в её федеральный гражданский комитет. На выборах 2013 года возглавил список «Гражданской платформы» в Екатеринбургскую городскую Думу.

## Выборы мэра Екатеринбурга (2013)
19 июля 2013 года Ройзман после долгих раздумий согласился и был выдвинут региональным отделением «Гражданской платформы» в мэры Екатеринбурга. В тот же день он подал документы в избирательную комиссию. 28 июля 2013 года Избирательной комиссией города Екатеринбурга официально зарегистрирован в качестве кандидата. По данным независимого исследования, проведённого в сентябре 2012 года, Ройзман имел самый высокий рейтинг среди потенциальных кандидатов в мэры Екатеринбурга — 26,5 %. В период предвыборной кампании против Ройзмана велась мощная информационная война, как в свердловских СМИ, так и на федеральном уровне (например, против него выступил ведущий программы «Момент истины» Андрей Караулов).
В итоге Ройзман выиграл выборы мэра Екатеринбурга, набрав 33,3 % голосов избирателей. 24 сентября 2013 года Екатеринбургская городская дума утвердила Ройзмана в должности мэра.

## В должности Главы Екатеринбурга и Председателя Екатеринбургской думы
На посту мэра Екатеринбурга Ройзман повесил у себя в кабинете вместо традиционного портрета президента портрет поэта Бродского.
5 декабря 2013 года Ройзман предложил поднять статус Екатеринбурга до города федерального значения. При этом данная идея высказывалась и ранее — ещё в то время, когда городом руководил Аркадий Чернецкий, а также перед выборами мэра в 2013 году — тогда её высказали представители партии «Города России». На интернет-портале «Znak.com» был проведён опрос, по итогам которого 82 % проголосовавших поддержали предложения Ройзмана.
Евгений Ройзман является сторонником введения визового режима со странами, через которые идёт наркотрафик.
Глава города скептически относился к идее проведения «Экспо-2020» и указывал, что город проиграл, в том числе из-за коррупционных скандалов. Мэр также не поддерживал идею о реконструкции Центрального стадиона для проведения чемпионата мира по футболу в 2018 году. Вместо этого он предлагал рассмотреть варианты, предложенные общественным мнением, и, возможно, построить другой стадион в другом месте. В конечном итоге, Ройзман согласился возглавить общественный совет по реконструкции стадиона. Своё согласие на реконструкцию он подкрепил аргументами, что новый стадион также пришлось бы содержать, а городу чемпионат мира необходим, так как благодаря этому событию в городе должны появиться новые дорожные развязки, обновлённый низкопольный общественный транспорт и, может быть, даже вторая ветка метро. Деньги Ройзман предлагает собрать путём увеличения процента налогов, которые остаются в Екатеринбурге.
22 февраля 2014 года Ройзман принял участие в пикете, организованном в поддержку заключённых по Болотному делу, а 15 марта в антивоенной акции против цензуры в СМИ.
В марте 2014 года подписал обращение в защиту российского музыканта Андрея Макаревича, выступившего с критикой политики российских властей на Украине.
В марте 2014 года, через 6 месяцев после избрания, рейтинг Ройзмана в Екатеринбурге вырос на треть, до 44 %. 21 июля 2014 года по подозрению в убийстве пенсионерки правоохранительные органы задержали сослуживца Ройзмана — Олега Кинева. В связи с этим делом в кабинете Ройзмана прошли обыски, его вызвали на допрос. Кинева в марте 2016 года осудили на 16 лет лишения свободы. На суде он утверждал, что пошёл на убийство потому, что был должен Ройзману 5 млн рублей «за депутатский мандат». Сам Ройзман, который уступил Киневу депутатский мандат после избрания мэром, эти обвинения отрицал.
22 мая 2018 года Ройзман подал прошение в Екатеринбургскую городскую думу об отставке по собственному желанию.
В период его нахождения в должности главы Екатеринбурга существовал «личный приём Евгения Ройзмана», это личный прием граждан и помощь по мере возможностей.

## Выдвижение на пост губернатора
В мае 2017 года объявил об участии в выборах губернатора Свердловской области от партии «Яблоко». Против выдвижения Ройзмана выступил глава Свердловского регионального отделения «Яблока» Юрий Переверзев, который на конференции 17 июня 2017 года объявил, что выходит из партии вместе с ещё девятью делегатами в знак протеста против навязанной кандидатуры главы Екатеринбурга. Переверзев сообщил, что федеральное руководство «Яблока» проигнорировало предложение провести отбор кандидата от партии на альтернативной основе. Также Переверзев отметил, что Ройзман не представил свою предвыборную программу и не наладил «взаимодействие» с региональным отделением «Яблока». Неформальный лидер «Яблока» Григорий Явлинский сообщил, что в связи с выходом Переверзева провести региональную конференцию невозможно и поэтому вопрос о выдвижении кандидата в губернаторы Свердловской области будет рассматриваться в Москве на федеральном бюро партии.
21 июня 2017 года на заседании федерального бюро партии «Яблоко» Ройзман был выдвинут кандидатом в губернаторы Свердловской области. Во время обсуждения кандидатуры, председатель московского «Молодёжного Яблока» Николай Кавказский, выступил против выдвижения Ройзмана от Яблока, мотивировав это тем, что взгляды Ройзмана не соответствует критериям «Меморандума политической альтернативы» партии. Кавказский обосновал свою позицию тем, что Ройзман поддерживал насильственные методы фонда «Город без наркотиков», выступал против права на свободу собраний для ЛГБТ, и требовал ввести визовый режим со странами Средней Азии.
Переверзев заявил, что выдвижение Ройзмана сомнительно юридически, так как федеральное бюро получает право на такое решение только после закрытия регионального отделения (деятельность свердловского отделения «Яблока» формально не была прекращена, а только приостановлена). 30 июня 2017 года председатель Центральной избирательной комиссии Российской Федерации Элла Памфилова сообщила, что у комиссии «есть целый ряд вопросов по характеру и порядку выдвижения» Ройзмана и попросила представителей «Яблока» «срочно» обратиться в Центризбирком с тем, чтобы там «детально проработали все нюансы регистрации», так как возможность «все исправить» предоставляется только до 21 июля 2017 года.
18 июля 2017 года Ройзман заявил о снятии своей кандидатуры с выборов губернатора, так как не прошёл муниципальный фильтр — в регионе требуется получить подписи 7,9 % муниципальных депутатов (126 человек), в то время как большая их часть является членами «Единой России».

## Участие в акциях за освобождение Алексея Навального
В 2021 году Ройзман принял участие в акциях в Екатеринбурге за освобождение Алексея Навального, за что получил три административных штрафа в размере 20 тысяч рублей. Защита Ройзмана обжаловала эти решения в ЕСПЧ, рассчитывая на получения от 3 до 7 тысяч евро за каждое наказание. ЕСПЧ объединил жалобы и назначил Ройзману одну компенсацию — 5 тысяч евро.

## Выборы в Государственную думу 2021 года
Евгений Ройзман заявил о намерении в 2021 году баллотироваться в Государственную думу.
13 марта 2021 года Ройзман принял участие в форуме независимых муниципальных депутатов «Муниципальная Россия», проводившимся в Москве организацией «Объединённые демократы». Форум был организован с целью помочь независимым депутатам выстроить кампанию по переизбранию. Менее чем через час после начала программы Ройзман и около двухсот других участников мероприятия были задержаны полицией. ГУ МВД по Москве объяснило задержание тем, что мероприятие проводилось «с нарушением установленных санитарно-эпидемиологических требований» (у большинства собравшихся отсутствовали маски) и что среди участников были «выявлены члены организации, чья деятельность признана нежелательной» на территории России.
22 апреля Ройзман объявил, что не собирается участвовать в предстоящих выборах в Госдуму. В качестве причины такого решения он назвал необходимость сбора и заверения не менее 20 000 подписей, на что потребуется не менее 21 млн руб. Но даже это не даёт гарантий, что его не снимут с выборов в самый последний момент. Политологи при этом отметили, что Ройзман был бы желанным кандидатом для многих партий и мог бы выиграть любой округ в Екатеринбурге или Москве.

## Критика
Александр Верховский характеризовал Ройзмана в 2011 году как «известного не только экстремальными методами „лечения“ наркоманов, но и многочисленными расистскими высказываниями». Галина Кожевникова утверждала, что «фонд (ГБН) известен антицыганскими и антитаджикскими выступлениями, похищением наркозависимых людей с целью их безмедикаментозного лечения» и «погромными антицыганскими призывами» самого Ройзмана, а также антикавказской и антитаджикской пропагандой, которую тот вёл.
В августе 2013 года прокуратурой Свердловской области была начата проверка сведений, озвученных в программе «Момент истины» о связях Ройзмана с организованными преступными группировками. В сюжете программы ведущий обвинял Ройзмана в связях с этническими преступными группировками. В передаче говорилось о том, что Ройзман имеет связи с Уралмашевской ОПГ. Кроме того, ведущий передачи обвинил Ройзмана в связях с вором в законе Темури Мерзоевым по кличке Тимур Тбилисский. По данным агентства INTERFAX.RU, Мерзоев является племянником влиятельного криминального авторитета Деда Хасана, которого застрелили в Москве в январе 2013 года.
В 2014 году против Евгения Ройзмана с резкой критикой стал выступать его бывший соратник, сооснователь ГБН предприниматель Андрей Кабанов. Их спор рассматривался в суде, в частности, Кабанов в показаниях утверждал, что «Ройзман всем сказал, что, когда он вышел [из заключения в ноябре 1983 года], то устроился на „Уралмаш“ и работал в бригаде героя соцтруда Феофанова. Он выдумал эту историю и всему миру рассказал». В июне 2017 года Кабанов обратился к Ройзману через СМИ после того, как Ройзман записал видеообращение к молодёжи. В ответ на слова Ройзмана о том, что «деньги невозможно украсть, выиграть в карты, найти. Их можно только заработать», Кабанов перечислил некоторые материальные активы Ройзмана, попросив указать их происхождение.
Ройзмана также обвиняли в гомофобских взглядах. Однако в 2019 году он объявил о солидарности с екатеринбургским Ресурсным центром для ЛГБТ и начал собирать деньги в их поддержку. Комментируя прошлые взгляды Ройзмана, сотрудники центра отметили, что «люди меняются».
В марте 2014 года в ответ на претензии одного из пользователей «Твиттера» по поводу грязи на улицах Екатеринбурга, Ройзман написал: «В душе у тебя грязь». Это вызвало большой резонанс и породило множество интернет-мемов.
Экс-директор Департамента молодёжной политики Свердловской области, олимпийская чемпионка Ольга Глацких обвиняла Ройзмана во лжи и попытке пиариться на её имени. Она опровергла слова Ройзмана о том, что якобы её департаменту увеличили бюджет с 500 млн до 1,9 млрд рублей. По мнению Глацких, Ройзман использовал эту клевету ради личного пиара.
В мае 2019 года вступил в заочную полемику с оппозиционером Алексеем Навальным, после того как тот раскритиковал екатеринбургского предпринимателя Игоря Алтушкина. Ройзман вступился за Алтушкина и отметил, что бизнесмен является уроженцем города и «сделал много доброго».
Регулярно использует ненормативную лексику в социальных сетях.

## Критика вторжения России на Украину и уголовное дело
Ройзман неоднократно критиковал начавшееся в 2022 года вторжение России на Украину. Он был оштрафован на 50 тыс. рублей за антивоенное высказывание — он заявил, что «Война с Украиной, страшная, нелепая и бездарная — самая подлая, позорная и несправедливая война в истории России». Впоследствии он добавил: «И на Страшном Суде не откажусь от своих слов».
24 августа 2022 года Евгений Ройзман был задержан на 48 часов по уголовному делу о «дискредитации вооружённых сил РФ» (статья 280.3 УК РФ). Ройзман вину не признал. В доме Ройзмана, его фонде и в его частном музее «Дом Невьянской иконы» прошли обыски. Причиной задержания, по мнению самого Ройзмана, стало употреблявшееся им словосочетание «вторжение в Украину». По словам председателя общества «Царьград» Константина Малофеева, дело против Ройзмана возбудили по доносу этого общества. 29 августа 2022 года Хельсинкская комиссия призвала Россию снять все обвинения с Евгения Ройзмана. 20 сентября 2022 года Евгений Ройзман обвинил представителей правоохранительных органов в сотрудничестве с криминальными структурами, получающими информацию о его местонахождении и прослушивании телефонных разговоров, на следующий день Ройзман отказался давать показания по делу о «дискредитации Вооруженных сил РФ». В мае 2023 года по этому делу Ройзмана приговорили к выплате штрафа в 260 тысяч рублей, такой приговор политик назвал неожиданным и даже «оправдательным в нынешних условиях».

## Личная жизнь
В интервью Евгений Ройзман сообщает о 4 дочерях и 1 сыне. Женат на Юлии Владимировне Крутеевой (род. 1966), которая владеет галереей «Арт-Птица» в Екатеринбурге. В их браке родились три дочери — Лина, Нина, 1989 года рождения, и Женя.
21 августа 2014 года у Ройзмана и Аксаны Пановой родились двойняшки. Аксана и Евгений сожительствовали в 2011 году, когда Панова руководила штабом Ройзмана перед выборами мэра Екатеринбурга.
8 июня 2020 года Ройзман сообщил, что заразился коронавирусом. 9 июня он был госпитализирован. 18 июня тест на коронавирус показал отрицательный результат.

## Награды
- Памятный знак «За заслуги» (Федеральная служба Российской Федерации по контролю за оборотом наркотиков, 2006 год)[123].
- Медаль «Патриот России» (Российский государственный военный историко-культурный центр при Правительстве Российской Федерации (Росвоенцентр), 2014 год)[124].
- Орден святого благоверного великого князя Димитрия Донского III степени (Русская православная церковь, 17 мая 2005 года)[125].
- Серебряная медаль Российской академии художеств (2010 год) — за вклад в российскую культуру[31].
- Лауреат премии РБК в номинации «Выбор аудитории» (2015 год)[126].
- Чемпион России по трофи-рейдам. Неоднократный призёр и победитель Урал-трофи[127].